# Coppa dell'Europa Centrale 1928
La Coppa dell'Europa Centrale 1928 fu la seconda edizione della Coppa dell'Europa Centrale e venne vinta dagli ungheresi del Ferencvárosi FC. Capocannoniere con 10 gol fu József Takács del Ferencváros FC.
Come nell'edizione precedente vi presero parte due club d'Austria, Cecoslovacchia, Jugoslavia e Ungheria.
L'Austria riserva un posto per i vincitori della Coppa Nazionale.

## Qualificazioni JNS
Per assegnare i due posti della Jugoslavia durante il campionato viene disputato un torneo di qualificazione prima dell'inizio di esso. Solo 5 squadre accettano di partecipare: le due finali vengono disputate a Zagabria il 24 ed il 29 aprile 1928.
| Squadra 1          | Risultato | Squadra 2      |
| ------------------ | --------- | -------------- |
| ELIMINATORIA       |           |                |
| BSK Belgrado       | 2 – 0     | HAŠK Zagabria  |
| FINALI             |           |                |
| Građanski Zagabria | 5 – 1     | Jugoslavija    |
| BSK Belgrado       | 3 – 1     | Hajduk Spalato |

Građanski Zagabria e BSK Belgrado qualificate per la Coppa dell'Europa Centrale 1928

## Partecipanti
| Nazione                   | Squadra                             | Campionato                                                                                    | Note |
| ------------------------- | ----------------------------------- | --------------------------------------------------------------------------------------------- | --- |
| Austria (bandiera)        | SK Admira SK Rapid                  | Campione d'Austria 1927-28, Vincitrice Coppa d'Austria 1927-28 Vicecampione d'Austria 1927-28 | Iscritta dall'Austria, poiché finalista della Coppa dell'Europa Centrale nell'anno precedente                                          |
| Cecoslovacchia (bandiera) | SK Viktoria Zizkov SK Slavia Praha  | Campione di Cecoslovacchia 1927-28 Vicecampione di Cecoslovacchia 1927-28                     | |
| Jugoslavia (bandiera)     | Beogradski SK Gradjanski HSK Zagreb | Qualificazioni FSJ                                                                            | Vicecampione di Jugoslavia 1927 Eliminato nelle qualificazioni del campionato di Jugoslavia 1927, Vincitrice Coppa di Zagabria 1927-28 |
| Ungheria (bandiera)       | Ferencvárosi FC Hungária FC         | Campione d'Ungheria 1927-28 Vicecampione d'Ungheria 1927-28                                   | Vincitrice Coppa d'Ungheria 1927-28 |

## Torneo

### Quarti di finale
| Squadra 1             | Totale | Squadra 2          | Andata | Ritorno |
| --------------------- | ------ | ------------------ | ------ | ------- |
| SK Admira             | 6 - 4  | SK Slavia Praha    | 3 - 1  | 3 - 3   |
| Beogradski SK         | 1 - 13 | Ferencvárosi FC    | 0 - 7  | 1 - 6   |
| Gradjanski HSK Zagreb | 4 - 8  | SK Viktoria Zizkov | 3 - 2  | 1 - 6   |
| SK Rapid              | 7 - 7  | Hungária FC        | 6 - 4  | 1 - 3   |

#### Andata
| Arbitro: | Gama |

|                                |           |           |
| Siegl 45’ Runge 57’ Schall 76’ | Marcatori | 73’ Junek |

| Arbitro: | Göbel |

|  |           |                                            |
|  | Marcatori | 1’, 34’, 76’, 88’ Takács 3’, 9’, 80’ Turay |

| Arbitro: | Krist |

|                                                   |           |                                      |
| Horvath 18’, 57’, 73’ Weselik 32’ Wesely 68’, 81’ | Marcatori | 16’ Molnár 51’, 83’ Kalmár 63’ Híres |

| Arbitro: | Braun |

|                             |           |                        |
| Perska 24’ Cindric 54’, 57’ | Marcatori | 40’ Podrazil 84’ Bayer |

#### Ritorno
| Arbitro: | Gama |

|                                 |           |                                  |
| Kratochvil 28’, 49’ Svoboda 70’ | Marcatori | 24’ Stoiber 32’ Schall 84’ Runge |

| Arbitro: | Krist |

|                                |           |             |
| Kalmár 14’ Molnár 32’ Haár 43’ | Marcatori | 69’ Smistik |

| Arbitro: | Pressler |

|                                                   |           |                |
| Szedlacsek 5’ Takács 30’, 33’ Turay 37’, 70’, 85’ | Marcatori | 16’ Marjanović |

| Arbitro: | Göbel |

|                                                                |           |             |
| Podrazil 26’, 59’ Dvoracek 29’ Steiner 55’ Meduna 57’ Srba 83’ | Marcatori | 80’ Cindric |

#### Spareggio
| Arbitro: | Carraro |

|              |           |  |
| Wiltschl 99’ | Marcatori |  |

### Semifinali
| Squadra 1          | Totale | Squadra 2       | Andata | Ritorno |
| ------------------ | ------ | --------------- | ------ | ------- |
| SK Admira          | 1 - 3  | Ferencvárosi FC | 1 - 2  | 0 - 1   |
| SK Viktoria Zizkov | 6 - 6  | SK Rapid        | 4 - 3  | 2 - 3   |

#### Andata
| Arbitro: | Zander |

|                                   |           |                       |
| Steiner 9’ Dvoracek 44’, 63’, 64’ | Marcatori | 11’, 27’, 37’ Weselik |

| Arbitro: | Schirmer |

|           |           |                     |
| Siegl 20’ | Marcatori | 3’ Turay 54’ Takács |

#### Ritorno
| Arbitro: | Birlem |

|                                   |           |                           |
| Wesely 8’ Weselik 18’ Horvath 52’ | Marcatori | 25’ Dvoracek 64’ Podrazil |

| Arbitro: | Barlassina |

|           |           |  |
| Rázsó 32’ | Marcatori |  |

#### Spareggio
| Arbitro: | Dani |

|                                              |           |           |
| Horvath 6’ Schramseis 15’ (rig.) Weselik 33’ | Marcatori | 38’ Novak |

### Finale
Giocata il 28 ottobre e l'11 novembre
| Squadra 1       | Totale | Squadra 2 | Andata | Ritorno |
| --------------- | ------ | --------- | ------ | ------- |
| Ferencvárosi FC | 10 - 6 | SK Rapid  | 7 - 1  | 3 - 5   |

#### Andata
| Arbitro: | Albino Carraro |

|                                                     |           |             |
| Szedlacsik 15’ 20’ Takács 18’ 64’ 76’ Kohut 56’ 58’ | Marcatori | 85’ Horvath |

| Ferencvárosi FC: |  |                   |
|                  |  |                   |
| GK               |  | Ignác Amsel       |
| DF               |  | Géza Takács       |
| DF               |  | János Hungler (c) |
| MF               |  | Károly Furmann    |
| MF               |  | Márton Bukovi     |
| MF               |  | Elemér Berkessy   |
| FW               |  | Imre Koszta       |
| FW               |  | József Takács     |
| FW               |  | József Turay      |
| FW               |  | Ferenc Szedlacsik |
| FW               |  | Vilmos Kohut      |
| Allenatore:      |  |                   |
| István Tóth      |  |                   |

| SK Rapid:   |  |                      |
|             |  |                      |
| GK          |  | Franz Hribar         |
| DF          |  | Roman Schramseis     |
| DF          |  | Franz Kral           |
| MF          |  | Josef Frühwirth      |
| MF          |  | Josef Smistik        |
| MF          |  | Josef Madlmayer      |
| FW          |  | Willibald Kirbes     |
| FW          |  | Franz Weselik        |
| FW          |  | Johann Hoffmann      |
| FW          |  | Johann Horvath       |
| FW          |  | Ferdinand Wesely (c) |
| Allenatore: |  |                      |
| Edi Bauer   |  |                      |

#### Ritorno
| Arbitro: | Albino Carraro |

|                                          |           |                                    |
| Kirbes 5’ 22’ Wesely 37’ 53’ Weselik 50’ | Marcatori | 33’ Kohut 36’ Turay 79’ Szedlacsik |

| SK Rapid:   |  |                      |
|             |  |                      |
| GK          |  | Franz Hribar         |
| DF          |  | Roman Schramseis     |
| DF          |  | Anton Witschel       |
| MF          |  | Johann Hoffmann      |
| MF          |  | Josef Madlmayer      |
| MF          |  | Josef Frühwirth      |
| FW          |  | Willibald Kirbes     |
| FW          |  | Franz Weselik        |
| FW          |  | Richard Kuthan       |
| FW          |  | Johann Horvath       |
| FW          |  | Ferdinand Wesely (c) |
| Allenatore: |  |                      |
| Edi Bauer   |  |                      |

| Ferencvárosi FC: |  |                   |
|                  |  |                   |
| GK               |  | Ignác Amsel       |
| DF               |  | Géza Takács       |
| DF               |  | János Hungler (c) |
| MF               |  | Károly Furmann    |
| MF               |  | Márton Bukovi     |
| MF               |  | Elemér Berkessy   |
| FW               |  | Imre Koszta       |
| FW               |  | József Takács     |
| FW               |  | József Turay      |
| FW               |  | Ferenc Szedlacsik |
| FW               |  | Vilmos Kohut      |
| Allenatore:      |  |                   |
| István Tóth      |  |                   |

## Classifica marcatori
|  | Gol | Marcatore         | Squadra            |
|  | --- | ----------------- | ------------------ |
|  | 10  | József Takács     | Ferencvárosi FC    |
|  | 8   | József Turay      | Ferencvárosi FC    |
|  | 7   | Franz Weselik     | SK Rapid           |
|  | 6   | Johann Horvath    | SK Rapid           |
|  | 5   | Jan Dvořáček      | SK Viktoria Zizkov |
|  | 5   | Ferdinand Wesely  | SK Rapid           |
|  | 4   | Karel Podrazil    | SK Viktoria Zizkov |
|  | 4   | Ferenc Szedlacsik | Ferencvárosi FC    |